# Малаховский, Лев Владимирович
 Лев Влади́мирович Малахо́вский  (8 мая 1921 года, Москва — 7 мая 2003 года, Санкт-Петербург) — советский и российский лингвист, доктор филологических наук, лексиколог и лексикограф. Автор около 100 научных работ в области английской и общей лексикологии, лексикографии, семасиологии, статистики речи.

## Биография
Лев Владимирович Малаховский родился в Москве 8 мая 1921 года (в том же году семья переехала в Петроград). Его родители — участники гражданской войны Лия Пейсаховна Пекуровская (1895—1972), уроженка Мозыря Минской губернии, и Владимир Филиппович Малаховский (1894—1940). Отец — участник революционного движения, публицист, научный сотрудник Института истории АН СССР. Мать закончила Педагогический институт имени А. И. Герцена (1925), работала в отделе народного образования, руководила группой по изучению детского коммунистического движения в Институте научной педагогики (организатор ленинградского Дома Пионерработы) и преподавателем кафедры педагогики в Педагогическом институте имени А. Н. Герцена, руководила областным методическим бюро пионеров, была членом редколлегии газеты «Ленинские искры» и журнала «ЧИЖ». Брат Льва Малаховского по матери — Виталий Иванович Халтурин (1927—2007), сейсмолог. Брат по отцу — Ким Владимирович Малаховский (1925—1998), доктор исторических наук, специалист по культуре и истории народов Австралии и Океании. Родители расстались в 1924 году.
В 1931 году переехал с матерью в Москву, где она работала учёным секретарём новосозданного научно-исследовательского института детского коммунистического движения; после закрытия института они вернулись в Ленинград (1934), где мать работала в ГорОНО, а с 1935 года — заведующей редакционным сектором, затем главным редактором Ленинградского отделения Учпедгиза. Окончил школу в 1939 году в Ленинграде и поступил в Политехнический институт, но сразу был призван в армию.
Во время войны был пулеметчиком, радистом, замполитрука, командовал взводом. Был ранен, контужен. В 1944 году Л. В. Малаховского направили на английское отделение Военного института иностранных языков.
В 1945 году в составе отряда кораблей Тихоокеанского флота Лев Малаховский участвовал в войне с Японией — на военно-морской базе США на Аляске он работал переводчиком при приеме американских кораблей по ленд-лизу. Впоследствии написал об этом небольшие воспоминания.
Был награждён орденом Отечественной войны I степени, медалями «За боевые заслуги», «За победу над Германией», «За победу над Японией», «За оборону Ленинграда» и другими.
В 1945 году Лев Малаховский женился на физиологе Деборе Борисовне Хотиной (1921—2003) — дочери видного зоопсихолога Бориса Иосифовича Хотина (1895—1950); вместе они прожили почти 60 лет. Их дочь Наталия Малаховская — активистка феминистского движения, писательница. Другая дочь — Мария Львовна Малаховская, кандидат филологических наук, доцент кафедры прикладной лингвистики Российского государственного педагогического университета имени А. И. Герцена.
После демобилизации в 1946 году Лев Малаховский поступил на английское отделение филологического факультета Ленинградского государственного университета и окончил его с отличием в 1950 году.
В 1954 году Л. В. Малаховский защитил кандидатскую диссертацию «Оксфордский словарь английского языка. Анализ принципов построения». Преподавал в нескольких вузах Ленинграда, читал курсы лекций в других городах.
Как вспоминает о Льве Малаховском его ученица, профессор Наталья Еремия, «преподавателем он был необыкновенным. Материал излагал просто и доступно, но простота эта была результатом его большого педагогического таланта. Всегда поражала его глубокая эрудиция и то уважение, с которым он относился к студентам и аспирантам».
С 1962 года Л. В. Малаховский — научный сотрудник Ленинградского отделения Института языкознания АН СССР (ныне — Институт лингвистических исследований РАН).
После того, как в 1980 году его дочь Наталия Малаховская была выслана из СССР за литературную деятельность в «самиздате» и активное участие в феминистском движении, Лев Владимирович оказался в положении опального ученого. Начальство чинило препятствия в работе, его даже пытались уволить (спасла лишь фронтовая инвалидность). Докторскую диссертацию — «Теория лексической и грамматической омонимии (на материале английского языка)» — ему удалось защитить только в 1989 году. Тогда же, после перестройки, в свет вышли его основные научные труды.
В списке публикаций Л. В. Малаховского — около 100 книг и статей. Он являлся членом Словарного общества Северной Америки, Европейской ассоциации лексикографов, Российского союза переводчиков. За выдающийся вклад в российскую культуру Лев Малаховский был награждён золотой медалью Пушкинского фонда.
Скончался в Санкт-Петербурге в 2003 году.
«Всю жизнь его отличала необыкновенная интеллигентность, тактичность, щедрость души. И ещё: несмотря на все испытания, выпавшие на его долю, всегда прямая спина и ясный, открытый взгляд голубых глаз. Никогда не лебезил, не унижался сам и не унижал других. <…> Думаю, что сознание своей правоты, честность и отсутствие стремления сделать карьеру любой ценой во многом определяли его жизненную позицию», — написала о нём Наталья Еремия.

## Основные труды
1. Малаховский Л. В. Оксфордский словарь английского языка 1884—1933 гг. (Анализ принципов построения) : Автореферат дис. на соиск. учен. степени кандидата филол. наук / Ленингр. гос. пед. ин-т им. А. И. Герцена. — Л., 1954. — 16 с.
2. Кобрина Н. А., Малаховский Л. В. Английская пунктуация. — М.: Изд-во лит. на иностр. яз., 1959. — 110 с.
3. Кобрина Н. А., Малаховский Л. В. Английская пунктуация. — Изд. 2-е, перераб. и доп. — М.: Изд-во лит. на иностр. яз., 1961. — 118 с.
4. Малаховский Л. В. Теория лексической и грамматической омонимии : На материале английского языка : Автореферат дис. на соиск. учен. степ. д-ра филол. наук : 10.02.04 / АН СССР. Ленингр. отд-ние Ин-та языкознания. — Л.,1989. — 24 с.
5. Малаховский Л. В. Теория лексической и грамматической омонимии : На материале английского языка : Диссертация на соиск. учен. степ. д-ра филол. наук : 10.02.04 / АН СССР. Ленингр. отд-ние Ин-та языкознания. — Л., 1989. — 383 с.
6. Малаховский Л. В. Теория лексической и грамматической омонимии. АН СССР, Ин-т языкознания. — Л.: Наука, Ленингр. отд-ние, 1990. — 238 с.
7. Малаховский Л. В. Тридцать три : Картинный словарь : Русско-английский. — М.: Рус. яз., 1990. — 63 с.
8. Малаховский Л. В. Словарь английских омонимов и омоформ / A dictionary of English homonyms and homoforms : Около 9000 омонимических рядов. — М.: Рус. яз., АО «Астра-семь», 1995. — 612 с.
9. Еремия Н. Л., Малаховский Л. В. Английские омонимы и англо-русские лексические параллели. — СПб.: Просвещение, 1999.
10. Еремия Н. Л., Малаховский Л. В. Английские омонимы и 1000 английских слов, сходных с русскими : Учебно-справочное пособие по английской лексике. — СПб, Филиал изд-ва Просвещение, 2004. — 233 с.
11. Малаховский Л. В. Теория лексической и грамматической омонимии / Вступ. ст.: Н. Л. Еремия. — Изд. 2-е, доп. — М.: Либроком, 2009. — 238 с.